# Cueva de Amud
La cueva de Amud se encuentra en la Alta Galilea, en el desfiladero de Nahal Amud. Está situado a unos 30 metros por encima de Nahal Amud, justo al lado y por encima del famoso pilar (amud, en hebreo) por el que Nahal Amud lleva el nombre. La cueva fue excavada por una expedición japonesa en 1961 y, de nuevo, en 1964. excavaciones fueron renovadas en 1990 por un equipo conjunto israelo-estadounidense que incluía arqueólogos, anatomistas y antropólogos. Se han identificado dos fases principales de ocupación en el sitio: la posterior que comienza alrededor del 3000 a. C., caracterizada por numerosos fragmentos de cerámica, herramientas de piedra y pozos de basura (que a menudo perturban las capas inferiores) pero sin estructuras permanentes, y una anterior del Paleolítico Medio. El hallazgo más importante de este sitio es Amud 1, descubierto en 1961, en las últimas capas paleolíticas, que más tarde se fecharon, utilizando termoluminiscencia, a 50-60.000 años antes de Cristo.[Ha sido clasificado como neandertal,que lo convierte en el neandertal más joven que se haya descubierto en el Levante.